# Live in Hyde Park (Red-Hot-Chili-Peppers-Album)
Live in Hyde Park ist ein Livealbum der kalifornischen Rockband Red Hot Chili Peppers, das 2004 veröffentlicht wurde. Das Album wurde live im Hyde Park in London an drei Tagen (19., 20. und 25. Juni 2004) aufgenommen.
Die ungefähr 300.000 zur Verfügung stehenden Karten für diese Konzerte waren binnen weniger Stunden ausverkauft. Die Doppel-CD ist laut der Band als Dankeschön für alle Fans produziert worden, die an den drei Tagen nach London kamen und sich die Konzerte ansahen.
Insgesamt befinden sich 26 Titel auf der Doppel-CD; darunter ein „Intro“, ein Schlagzeug-Medley von Chad Smith (Drum Homage Medley), eine improvisierte Trompetensession von Flea mit „technischer“ Unterstützung von John Frusciante (Flea’s Trumpet Treated by John), 3 Cover (I Feel Love, Brandy und Black Cross) und zwei neue Lieder (Rolling Sly Stone und Leverage of Space).
Live in Hyde Park wurde 2006 aus nicht bekannten Gründen vom Markt genommen beziehungsweise nicht mehr produziert.

## Titelliste

### Disc 1
1. Intro – 3:56
2. Can’t Stop – 5:13
3. Around the World – 4:12
4. Scar Tissue – 4:08
5. By the Way – 5:20
6. Fortune Faded – 3:28
7. I Feel Love – 1:28
8. Otherside – 4:34
9. Easily – 5:00
10. Universally Speaking – 4:16
11. Get on Top – 4:06
12. Brandy – 3:34
13. Don’t Forget Me – 5:22
14. Rolling Sly Stone – 5:04

### Disc 2
1. Throw Away Your Television – 7:31
2. Leverage of Space – 3:29
3. Purple Stain – 4:17
4. The Zephyr Song – 7:04
5. Californication – 5:26
6. Right on Time – 3:54
7. Parallel Universe – 5:37
8. Drum Homage Medley – 1:29
9. Under the Bridge – 4:54
10. Black Cross – 3:31
11. Flea’s Trumpet Treated by John – 3:28
12. Give It Away – 13:15

Alle Stücke wurden von John Frusciante, Michael Balzary, Chad Smith und Anthony Kiedis geschrieben, Ausnahmen sind:
- Right on Time Intro: Transmission: geschrieben von Ian Kevin Curtis, Peter Hook, Stephen Paul David Morris und Bernard Sumner (Joy Division).
- I Feel Love: geschrieben von Peter Bellote, Giorgio Moroder, und Donna Summer.
- Brandy: geschrieben von Elliot Lurie.
- Drum Homage Medley: gespielt von Chad Smith. „Das ist eine Hommage an einige der großartigsten Schlagzeug-Riffs der Musikgeschichte. Wir möchten uns bei Led Zeppelin, U2 und Queen für ihre Inspiration bedanken.“ (Booklet-Text)
- Black Cross: geschrieben von Cutler/Cancer.
- Flea’s Trumpet Treated by John: improvisiert von John Frusciante und Michael Balzary. „In diesem Lied ist eine große Portion von ‚Billie Bounce‘ vom großartigen Charlie Parker enthalten.“ (Booklet-Text)

## Kommerzieller Erfolg

### Chartplatzierungen
| ChartsChartplatzierungen     | Höchstplatzierung | Wochen |
| ---------------------------- | ----------------- | ------ |
| Deutschland (GfK)            | 8 (10 Wo.)        | 10     |
| Österreich (Ö3)              | 1 (14 Wo.)        | 14     |
| Schweiz (IFPI)               | 1 (13 Wo.)        | 13     |
| Vereinigtes Königreich (OCC) | 1 (14 Wo.)        | 14     |

| ChartsJahrescharts (2004)    | Platzierung |
| ---------------------------- | ----------- |
| Österreich (Ö3)              | 48          |
| Schweiz (IFPI)               | 47          |
| Vereinigtes Königreich (OCC) | 69          |

### Auszeichnungen für Musikverkäufe
| Land/Region                  | Auszeichnungen für Musikverkäufe (Land/Region, Auszeichnung, Verkäufe) | Verkäufe |
| ---------------------------- | ---------------------------------------------------------------------- | -------- |
| Australien (ARIA)            | Platin                                                                 | 70.000   |
| Dänemark (IFPI)              | Gold                                                                   | 20.000   |
| Italien (FIMI)               | Gold                                                                   | 50.000   |
| Österreich (IFPI)            | Gold                                                                   | 15.000   |
| Schweiz (IFPI)               | Gold                                                                   | 20.000   |
| Vereinigtes Königreich (BPI) | Gold                                                                   | 100.000  |
| Insgesamt                    | 5× Gold · 1× Platin ·                                                  | 275.000  |

Hauptartikel: Red Hot Chili Peppers/Auszeichnungen für Musikverkäufe